# Кураш (Ровненская область)
Кураш (укр. Кураш) — село, входит в Соломиевский сельский совет Дубровицкого района Ровненской области Украины.
Население по переписи 2001 года составляло 318 человек. Почтовый индекс — 34161. Телефонный код — 3658. Код КОАТУУ — 5621887702.

## Местный совет
34161, Ровненская обл., Дубровицкий р-н, с. Соломиевка, ул. Центральная, 9.